# Aphrosylus
Aphrosylus es un género de moscas perteneciente a la familia Dolichopodidae.

## Especies
Este género contiene las siguientes especies:
- Aphrosylus aculeatus
- Aphrosylus aquellinus
- Aphrosylus argyreatus
- Aphrosylus atlanticus
- Aphrosylus beckeri
- Aphrosylus calcarator
- Aphrosylus californicus
- Aphrosylus canariensis
- Aphrosylus celtiber
- Aphrosylus cilifemoratus
- Aphrosylus direptor
- Aphrosylus ferox
- Aphrosylus fur
- Aphrosylus fuscipennis
- Aphrosylus gioiellae
- Aphrosylus giordanii
- Aphrosylus grassator
- Aphrosylus jacquemini
- Aphrosylus jucundus
- Aphrosylus lindbergi
- Aphrosylus luteipes
- Aphrosylus madeirensis
- Aphrosylus marrocanus
- Aphrosylus mitis
- Aphrosylus nigripennis
- Aphrosylus occultus
- Aphrosylus parcearmatus
- Aphrosylus piscator
- Aphrosylus praedator
- Aphrosylus raptor
- Aphrosylus rossii
- Aphrosylus schumanni
- Aphrosylus temaranus
- Aphrosylus venator
- Aphrosylus wirthi